# ロシア・ナショナル・フィルハーモニー管弦楽団
ロシア・ナショナル・フィルハーモニー管弦楽団（露：Национальный филармонический оркестр России, 英：National Philharmonic of Russia）は、2003年にロシア文化省により設立された。

## 沿革
2003年9月、スヴェトラーノフ追悼コンサートで活動を開始。モスクワのインターナショナル・パーフォーマンス・アート・センターに拠点を置いている。芸術監督・首席指揮者には、ヴァイオリニストでもあるウラディーミル・スピヴァコフが就任。